# Municipio Totora (Cochabamba)
Das Municipio Totora ist ein Verwaltungsbezirk im Departamento Cochabamba im südamerikanischen Anden-Staat Bolivien.

## Lage im Nahraum
Das Municipio Totora ist eines von sechs Municipios der Provinz Carrasco. Es grenzt im Nordwesten an die Provinz Tiraque, im Westen an das Municipio Pocona, im Süden an die Provinz Narciso Campero, im Osten an das Municipio Pojo und im Norden an das Municipio Chimoré.
Der zentrale Ort des Municipios ist Totora mit 1925 Einwohnern im südlichen Teil des Municipios. (Volkszählung 2012)

## Geographie
Das Municipio Totora liegt zwischen den Gebirgsketten der Cordillera Oriental im Westen und der Cordillera Central im Osten. Das Klima ist geprägt durch ganzjährig gemäßigte Temperaturen und geringe Niederschläge (siehe Klimadiagramm).
Die Jahresdurchschnittstemperatur der Region liegt bei etwa 14 °C, wärmster Monat ist der November mit einem Durchschnittswert von 16 °C, kälteste Monate sind Juni und Juli mit etwa 11 °C. Der Jahresniederschlag beträgt knapp 600 mm, von Mai bis September herrscht Trockenzeit mit Niederschlägen unter 15 mm, feuchteste Monate im langjährigen Durchschnitt sind die Monate Dezember bis Februar mit 100 bis 125 mm.

## Bevölkerung
Die Einwohnerzahl hat sich zwischen 1992 und 2024 nur wenig verändert:
| Jahr | Einwohner | Quelle       |
| ---- | --------- | ------------ |
| 1992 | 13.995    | Volkszählung |
| 2001 | 12.961    | Volkszählung |
| 2012 | 14.618    | Volkszählung |
| 2024 | 14.766    | Volkszählung |

Die Bevölkerungsdichte des Municipios bei der letzten Volkszählung von 2024 betrug 7,7 Einwohner/km², der Anteil der städtischen Bevölkerung ist 0,0 Prozent. (Volkszählung 2012)
Die Lebenserwartung der Neugeborenen lag im Jahr 2001 bei 58,5 Jahren.
Der Alphabetisierungsgrad bei den über 19-Jährigen beträgt 64,5 Prozent, und zwar 79,1 Prozent bei Männern und 49,3 Prozent bei Frauen (2001).

## Politik
Ergebnis der Regionalwahlen (concejales del municipio) vom 4. April 2010:
| Wahl- berechtigte |  | Wahl- beteiligung | gültige Stimmen |  | MAS-IPSP | MSM    |
| ----------------- |  | ----------------- | --------------- |  | -------- | ------ |
| 6.729             |  | 5.961             | 4.416           |  | 3.604    | 812    |
|                   |  | 88,6 %            | 74,1 %          |  | 81,6 %   | 18,4 % |

Ergebnis der Regionalwahlen (elecciones de autoridades políticas) vom 7. März 2021:
| Wahl- berechtigte |  | Wahl- beteiligung | gültige Stimmen |  | MAS-IPSP | SÚMATE | FPV    | MTS    | SOMOS  | PAN-BOL |
| ----------------- |  | ----------------- | --------------- |  | -------- | ------ | ------ | ------ | ------ | ------- |
| 8.497             |  | 7.447             | 6.756           |  | 6.259    | 232    | 67     | 62     | 55     | 25      |
|                   |  | 87,64 %           | 90,72 %         |  | 92,64 %  | 3,43 % | 0,99 % | 0,92 % | 0,81 % | 0,37 %  |

## Gliederung
Das Municipio Totora untergliederte sich bei der letzten Volkszählung von 2012 in die folgenden vier Kantone (cantones):
- 03-1201-01 Kanton Totora – 74 Ortschaften – 10.323 Einwohner
- 03-1201-02 Kanton Tiraque "C" – 26 Ortschaften – 2.967 Einwohner
- 03-1201-03 Kanton Arepucho – 8 Ortschaften – 633 Einwohner
- 03-1201-04 Kanton Icuna – 6 Ortschaften – 695 Einwohner

## Ortschaften im Municipio Totora
- Kanton Totora
  - Totora 1925 Einw.